# Мезон (Іллінойс)
Мезон (англ. Mazon) — селище (англ. village) в США, в окрузі Ґранді штату Іллінойс. Населення — 979 осіб (2020).

## Географія
Мезон розташований за координатами 41°14′29″ пн. ш. 88°25′23″ зх. д. / 41.24139° пн. ш. 88.42306° зх. д. (41.241461, -88.423101).  За даними Бюро перепису населення США в 2010 році селище мало площу 1,54 км², з яких 1,53 км² — суходіл та 0,02 км² — водойми.

## Демографія
Згідно з переписом 2010 року, у селищі мешкало 1015 осіб у 383 домогосподарствах у складі 269 родин. Густота населення становила 657 осіб/км².  Було 411 помешкання (266/км²).
Расовий склад населення:
| - 96,1 % — білих - 0,9 % — чорних або афроамериканців - 0,4 % — корінних американців - 0,1 % — азіатів - 2,1 % — осіб інших рас |

До двох чи більше рас належало 0,5 %. Частка іспаномовних становила 5,0 % від усіх жителів.
За віковим діапазоном населення розподілялося таким чином: 29,8 % — особи молодші 18 років, 56,9 % — особи у віці 18—64 років, 13,3 % — особи у віці 65 років та старші. Медіана віку мешканця становила 35,8 року. На 100 осіб жіночої статі у селищі припадало 95,9 чоловіків;  на 100 жінок у віці від 18 років та старших — 87,6 чоловіків також старших 18 років.
Середній дохід на одне домашнє господарство  становив 68 887 доларів США (медіана — 62 143), а середній дохід на одну сім'ю — 79 855 доларів (медіана — 73 438). Медіана доходів становила 59 375 доларів для чоловіків та 34 583 долари для жінок. За межею бідності перебувало 13,1 % осіб, у тому числі 22,5 % дітей у віці до 18 років та 2,3 % осіб у віці 65 років та старших.
Цивільне працевлаштоване населення становило 493 особи. Основні галузі зайнятості: роздрібна торгівля — 17,8 %, освіта, охорона здоров'я та соціальна допомога — 15,8 %, транспорт — 14,4 %.